# Авеню Эйч (линия Брайтон, Би-эм-ти)
|   |     |     |     |     |   |
| · | · л | · э | · э | · л | · |

|   |     |     |     |     |   |
| · | · л | · э | · э | · л | · |

«Авеню Эйч» (англ. Avenue H) — станция Нью-Йоркского метрополитена, расположенная на линии Брайтон, Би-эм-ти. Станция находится в Бруклине, в границе округов Флэтбуш и Мидвуд, между Восточной 15-й и Восточной 16-й улицами, в районе их пересечения с авеню Эйч. На станции останавливается маршрут Q (круглосуточно). Станцию проходит без остановки маршрут B (в будни днём и вечером до 23:00).
Станция представлена двумя боковыми платформами, обслуживающими только внешние (локальные) пути четырёхпутной линии. Платформы оборудованы навесом. Станция является наземной и несколько наклонена: северный край платформ ниже, чем южный. На месте этой станции линия BMT Brighton Line постепенно переходит из оврага на насыпь, чем и объясняется уклон платформ.
Станция была открыта под названием Fiske Terrace в 1900 году, тогда ещё на двухпутной линии, расположенной на уровне домов. В 1907 году было принято решение о перестройке линии, так как она имела много переездов на своём пути и осложняла дорожную ситуацию на улицах Бруклина. Вследствие этого участок линии от Проспект-парка до Ньюкерк-Плазы был помещён ниже, в овраг, а участок от Авеню Джей до Брайтон-Бич построен на насыпи и эстакадах. В то же время станция получила своё нынешнее название, был построен её деревянный вестибюль.
В 2003 году этот деревянный вестибюль планировали снести, так как это строение не соответствовало требованиям противопожарной безопасности. Тем не менее МТА решила его оставить и даже отреставрировать. Станция реконструировалась вместе с этим вестибюлем с сентября 2009 года по декабрь 2011 года. В ходе реконструкции были отремонтированы платформы, западная (на Кони-Айленд — Стилуэлл-авеню) платформа стала доступной для пассажиров-инвалидов. Вторая платформа стала доступной для инвалидов в июле 2021 года.
Так как в этом месте линия вместе с платформами располагается на уровне земли, то авеню Эйч заканчивается тупиками с двух сторон от линии метрополитена. Тем не менее есть пешеходный тоннель, который соединяет две половинки авеню Эйч. К обеим сторонам перехода есть выход со станции.

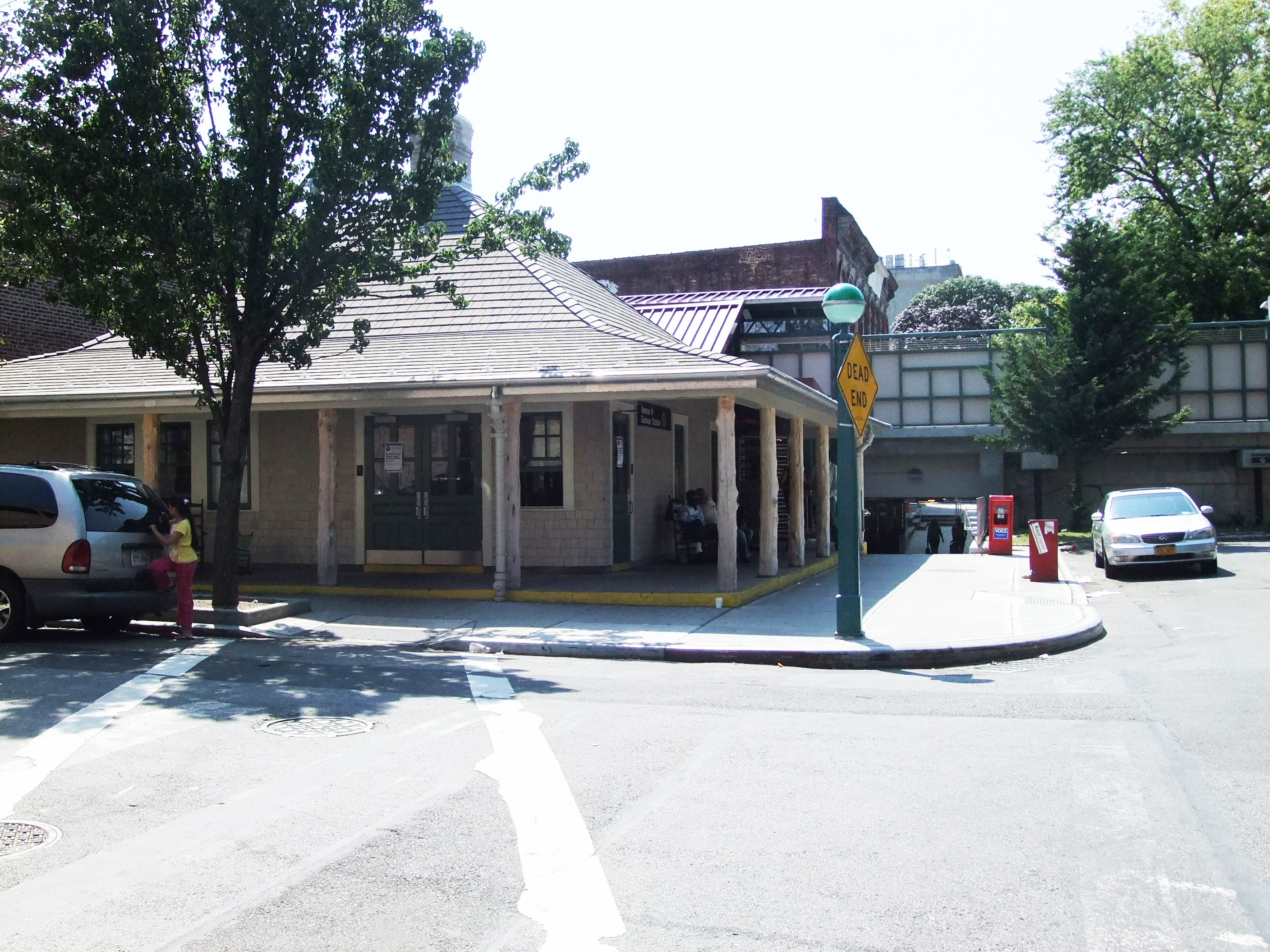
Старый входной павильон у платформы северного направления
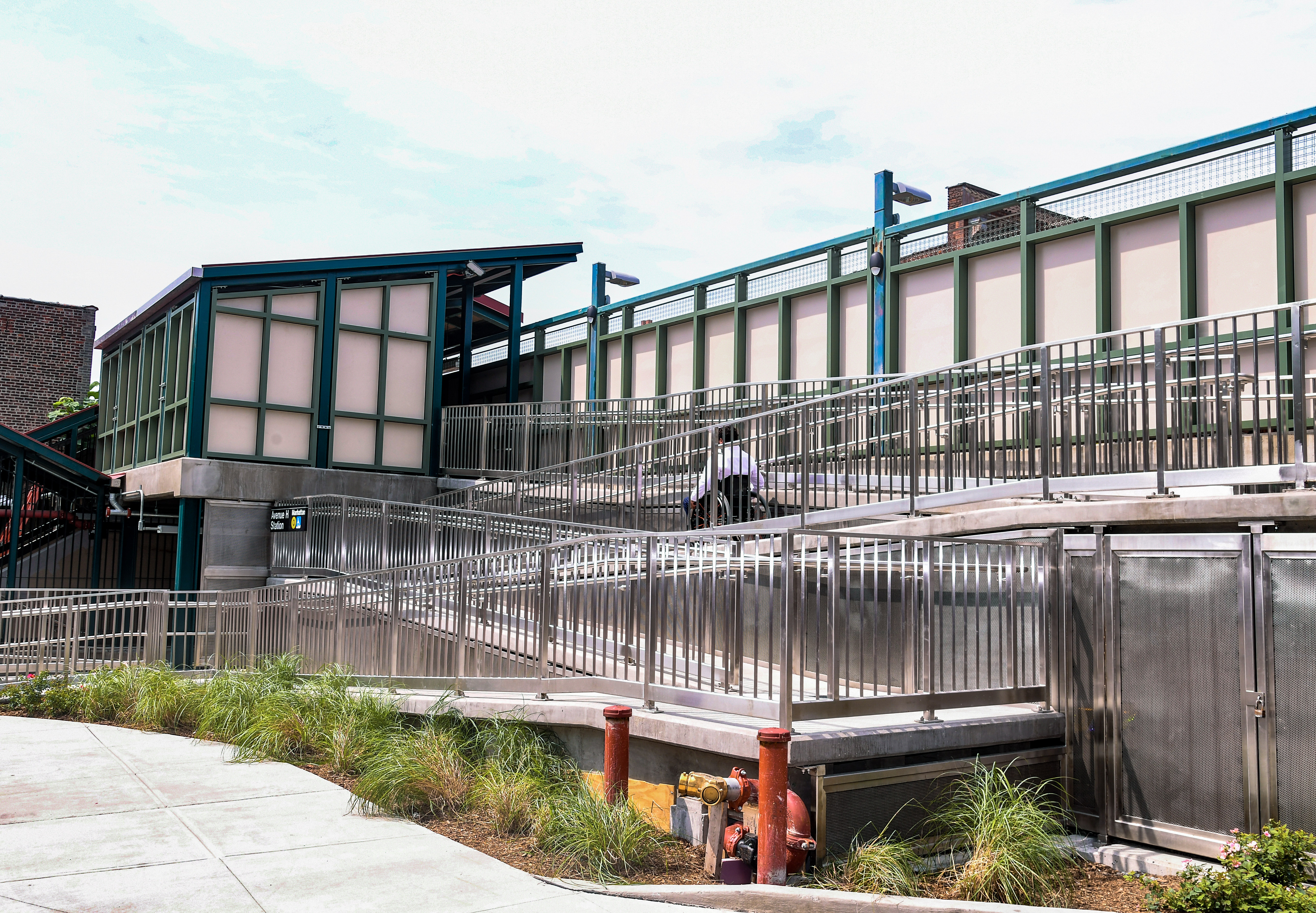
Новый пандус у платформы северного направления
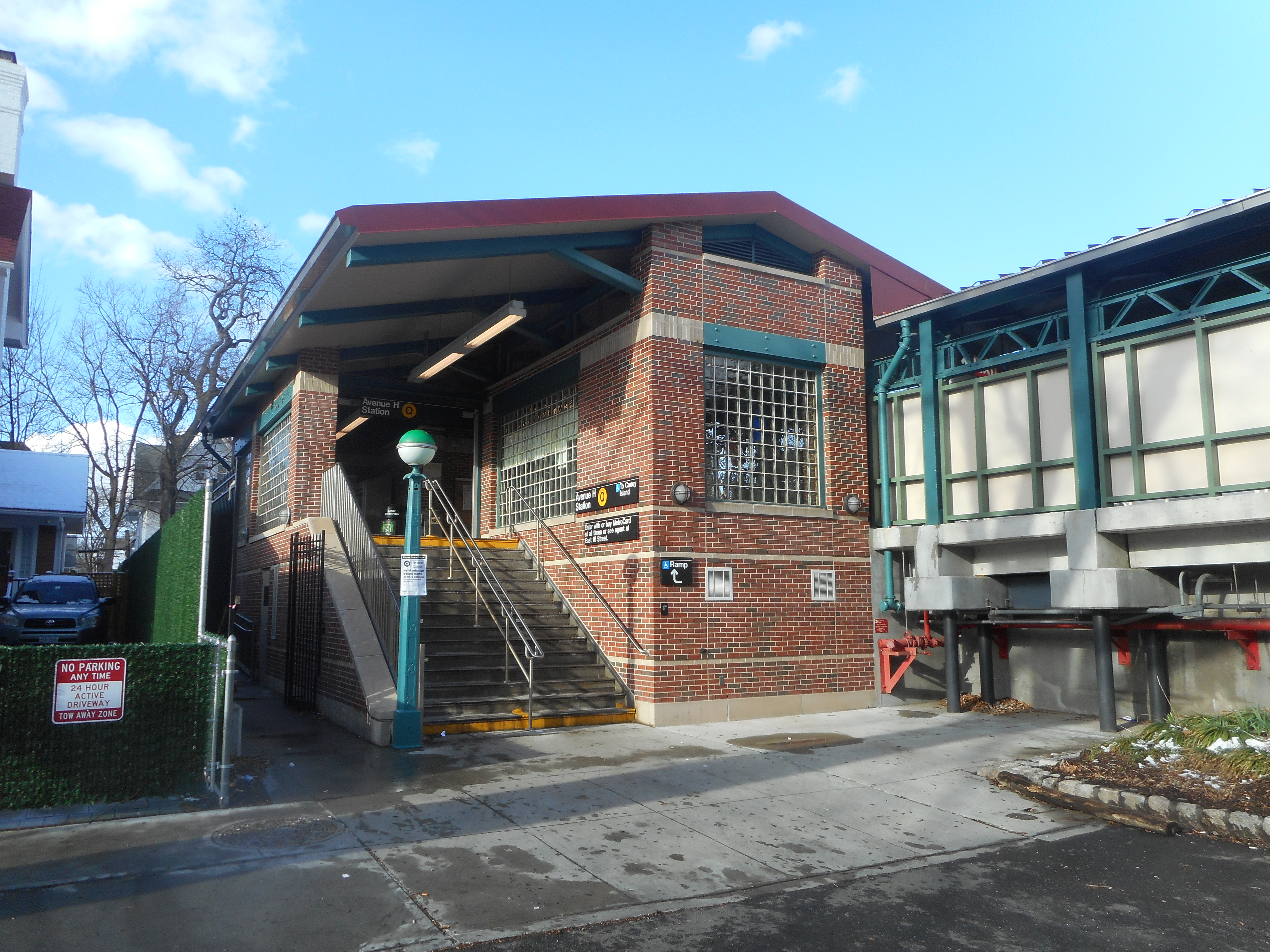
Новый входной павильон у платформы южного направления
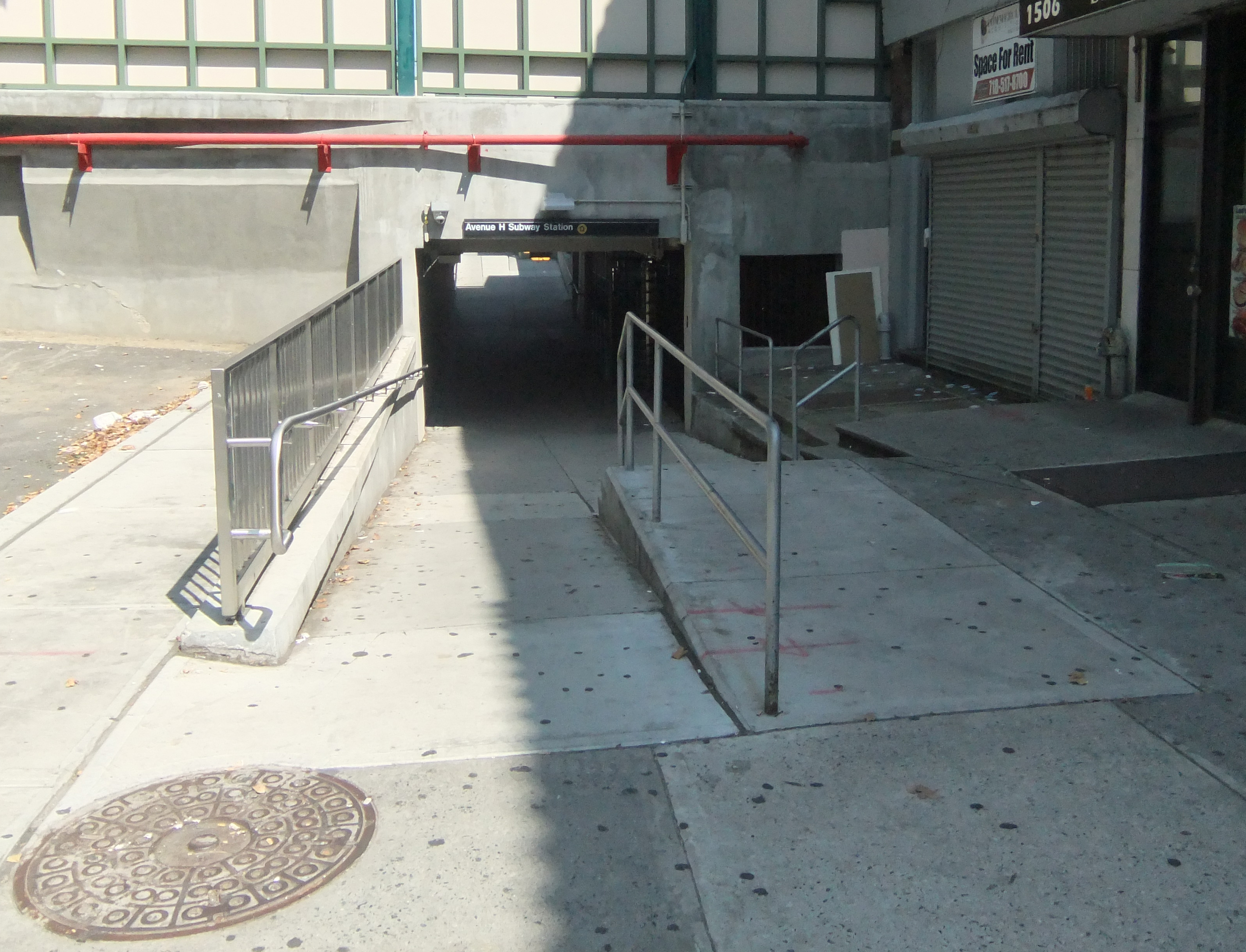
Пешеходный тоннель под путями и платформами